# Porcia
Porcia é uma comuna italiana da região do Friuli-Venezia Giulia, província de Pordenone, com cerca de 14.200 al 30 aprile 2004 habitantes. Estende-se por uma área de 29 km², tendo uma densidade populacional de 489,6 hab/km². Faz fronteira com Brugnera, Fontanafredda, Pasiano di Pordenone, Pordenone, Prata di Pordenone, Roveredo in Piano.

## Demografia
| Variação demográfica do município entre 1861 e 2011                               |
|                                                                                   |
| Fonte: Istituto Nazionale di Statistica (ISTAT) - Elaboração gráfica da Wikipedia |